# Estádio Major Antônio Couto Pereira
Estádio Major Antônio Couto Pereira (i kort form også kaldet Couto Pereira) er hjemmebane for Coritiba Foot Ball Club. Det kan rumme 37.182 tilskuere.